# Operação Trovão

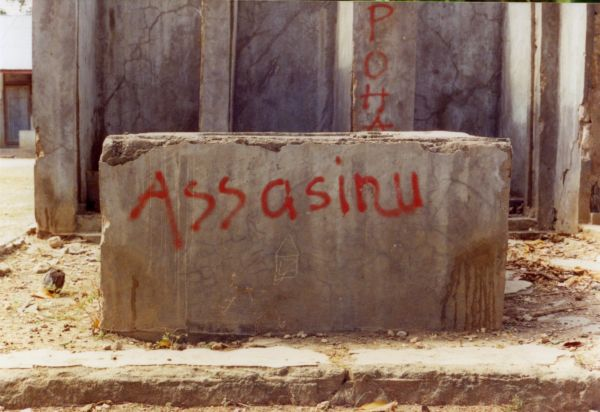
Um grafito em Tutuala com a palavra “assassino” indicia os crimes de 1999

Operação Trovão (em indonésio:  Operasi Guntur) foi uma operação retaliatória dos militares indonésios (TNI) contra o povo timorense por ocasião do resultado positivo do referendo de independência em Timor-Leste em 30 de agosto de 1999. O objectivo desta acção, planeada em Julho sob o nome de Operação Wiradharma, era fazer com que o Parlamento Indonésio (MPR) anulasse o referendo face à violência. A operação teria estado sob o comando dos major-generais indonésios Zacky Anwar Makarim e Adam Damiri.
De acordo com investigações da Comissão de Acolhimento, Verdade e Reconciliação de Timor-Leste (CAVR), cerca de 1.400 a 1.500 pessoas morreram nesta última onda de violência da ocupação indonésia de Timor-Leste. Somente uma força de intervenção internacional das Nações Unidas restaurou a paz e a ordem.

## Eventos anteriores
A Indonésia ocupava a antiga colónia portuguesa desde 1975. Após a queda do ditador indonésio Suharto e devido à crescente pressão da comunidade internacional, a Indonésia finalmente concordou em 11 de março de 1999 em realizar um referendo no qual a população pudesse escolher entre a autonomia dentro da Indonésia ou a independência completa.
Já no período que antecedeu o referendo, milícias (as chamadas Wanra), como Besi Merah Putih e Aitarak, apoiadas pelo exército e pela polícia indonésios, começaram a intimidar os possíveis apoiantes da independência e a população. A 6 de abril de 1999, milícias pró-Indonésia, juntamente com os militares indonésios, levaram a cabo o massacre na igreja de Liquiçá, no qual morreram entre 61 e mais de 200 pessoas. No dia 17 de abril ocorreu um massacre na casa do político Manuel Carrascalão, no qual morreram pelo menos 14 pessoas. A Comissária dos Direitos Humanos, Mary Robinson, manifestou grande preocupação com a situação tensa.
Em 11 de março de 1999, o líder da milícia Lafaek Saburai escreveu uma carta a João da Costa Tavares, o principal chefe da milícia em Timor-Leste, identificando-se como o idealizador da milícia Darah Merah (Sangue Vermelho, em indonésio). Lafaek Saburai descreveu as várias milícias como demasiado fracas na sua luta até agora, razão pela qual lançou uma “Operação Expurgo” (em indonésio:  Operasi Sapu fagad). Todos os apoiantes pró-independência deveriam ser capturados e eliminados depois de os timorenses pró-indonésios terem sido “transportados para um local seguro” da capital Díli, a oeste, para o município de Bobonaro. A carta tornou-se do conhecimento público e causou mais incerteza entre a população antes do próximo referendo sobre a independência em Timor Leste. Os especialistas rapidamente chegaram à conclusão de que poderiam haver planos concretos por parte do exército indonésio a serem executados pelas forças de segurança e milícias indonésias contra a população em retaliação depois de terem votado por separaram-se da Indonésia no referendo e desta forma os primeiros terem sido lançados para o público. Lafaek Saburai era conhecido pelas suas relações com o major-general Zacky Anwar Makarim, chefe da agência de inteligência militar Badan Intelijen ABRI (BIA). No entanto, a milícia de Lafaek Saburai era relativamente pequena e o nome “Operação Expurgo” já não aparece mais tarde, razão pela qual é controverso até que ponto já existiam planos no exército. No próprio dia 1º de maio, as coisas permaneceram calmas. Esta seria a primeira vez que planos de retaliação das forças de segurança indonésias e das milícias contra a população foram tornados públicos depois de terem votado pela independência da Indonésia no referendo.
Hermínio da Costa, chefe do Estado-Maior da organização guarda-chuva das milícias, ameaçou anular o resultado. Quando ficou claro, após o dia das eleições, que a população havia decidido a favor da independência, ele anunciou:
Se a UNAMET anunciar que o povo pró-independência ganhou a votação, prometo que haverá outra guerra civil... Então o povo pró-independência não merece viver mais, porque isso não é justo... O meu plano é levar o problema à ONU e pedir-lhes que realizem outra votação, desta vez organizada pela Indonésia. Se recusarem, preferia ir para a guerra e matar todos os apoiantes da independência, porque assim poderemos ter a certeza de que fizeram batota.
De Kupang, em Timor Ocidental, Indonésia, Costa ameaçou que o PPI arrasaria Timor Leste (em indonésio:  membumihanguskan). “Não é uma guerra entre a Indonésia e Timor-Leste, mas uma guerra entre a autonomia e a independência.”

## Sequência

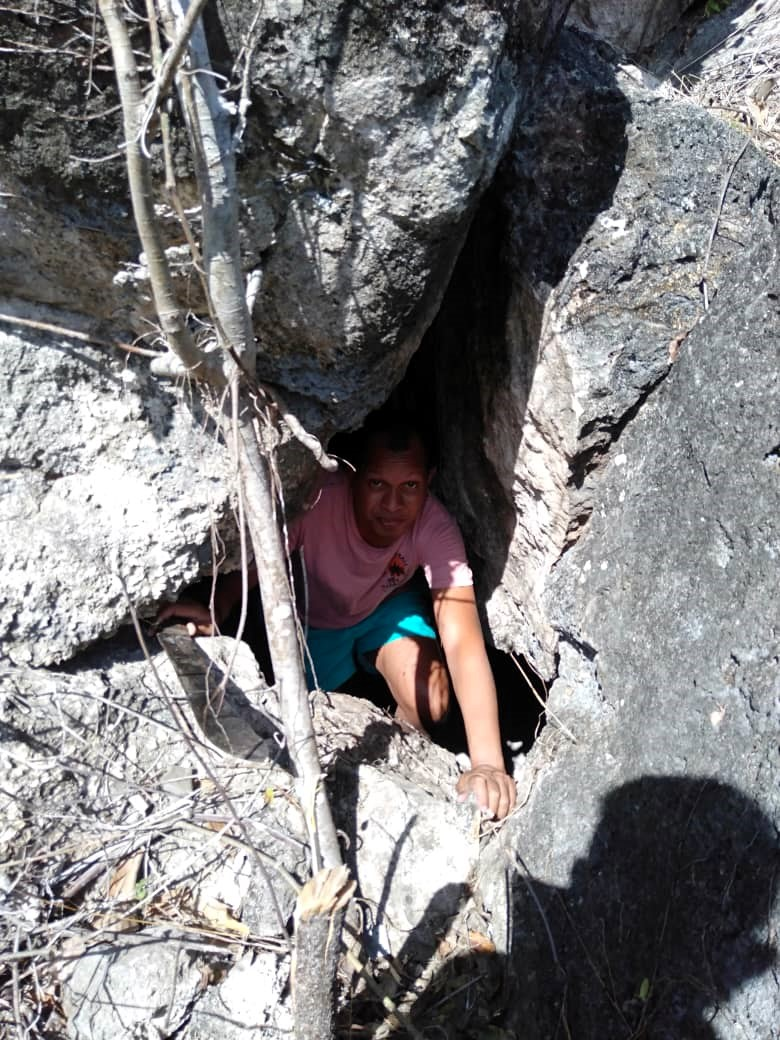
Em grutas como esta em Lamegua, timorenses encontraram protecção contra as milícias

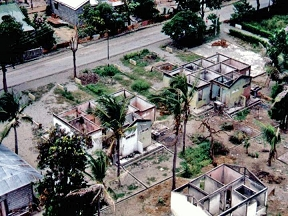
Destruição em Díli em Outubro de 1999

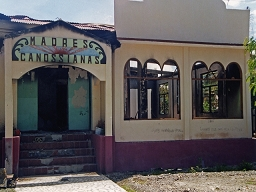
Destruição em Manatuto em Outubro de 1999

O Major General Zacky Anwar Makarim iniciou o planeamento concreto para a destruição de Timor-Leste no dia da votação, quando ficou claro qual seria o resultado do referendo. Segundo depoimentos, Zacky estava presente numa reunião entre agentes de inteligência militar e chefes de milícias quando foi dada a ordem para destruir todos os edifícios e assassinar todos os activistas pró-independência se o resultado fosse a favor da independência. No dia 1º de setembro, a decisão pela Operação Trovão foi tomada em reunião que contou com a presença, entre outros, do major-general Sjafrie Sjamsoeddin.
O referendo de 30 de agosto de 1999 teve como resultado uma clara maioria de 344.580 votos (78,5 %) pela independência de Timor-Leste contra 94.388 votos (21 %) para autonomia, com participação de mais de 98 %. O resultado foi anunciado no dia 4 de setembro. Poucas horas após o anúncio, os militares indonésios lançaram a Operação Trovão. Juntamente com os Wanras, começaram a destruir as infra-estruturas da região, caçando activistas independentistas e expulsando a população das suas casas.
Cerca de 280.000 timorenses, um quarto da população, foram evacuados à força para Timor Ocidental pelas forças de segurança indonésias após o dia da votação, alguns deles também teriam fugido; De acordo com os planos dos apoiantes militares, eles deveriam estar ainda mais dispersos por toda a Indonésia. 200.000 timorenses estavam em fuga dentro do país.

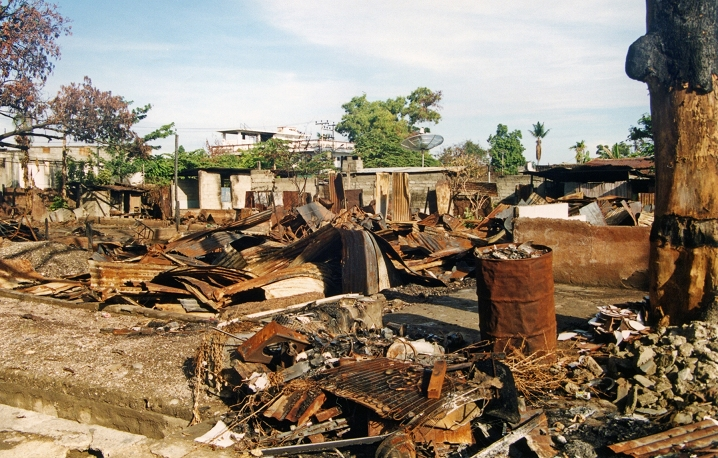
Destruição em Díli em Outubro de 1999

Os decepcionados opositores do movimento de independência, os Wanra e o exército indonésio massacraram pessoas em muitas partes do país e deixaram terra arrasada após a sua retirada. Um incidente particularmente grave foi o massacre da igreja de Suai, no qual cerca de 200 pessoas foram mortas em 6 de Setembro de 1999. No dia 25 de setembro, nove pessoas foram assassinadas em Lautém (caso Lospalos). Em Passabe, 64 pessoas foram mortas com facões e armas de fogo. O Batalhão de Infantaria Indonésio 745 de Lospalos deixou um rasto de violência e morte na sua retirada para o Timor Ocidental Indonésio.
Os alvos dos assassinatos cometidos pelos militares e milícias indonésias eram principalmente jovens que tinham trabalhado para a UNAMET. Cerca de 70 % da população teve de fugir das suas casas ou foi deportada à força para Timor Ocidental pelos indonésios, e as casas e infra-estruturas foram destruídas. Documentos administrativos como registos prediais, registos de casamento, documentos fiscais e judiciais foram completamente destruídos. Todo o acervo de artefatos antigos do Museu de Timor Leste foi trazido para a Indonésia. De acordo com documentos secretos recebidos pelas Nações Unidas e pelas FALINTIL, o líder da milícia João da Costa Tavares emitiu mesmo a ordem em 17 de Julho de 1999 indicando que, se o referendo sobre a independência fosse bem sucedido, todos os timorenses com mais de 15 anos, homens e mulheres, sem excepção seriam mortos.
Enquanto a onda de violência ainda assolava Timor-Leste, Hermínio da Costa anunciou que os seus subordinados tinham declarado um cessar-fogo e “deixaram todas as questões de segurança para as forças armadas indonésias”. Afirmou então que não era responsável pela destruição de Timor-Leste porque os seus comandantes tinham “perdido o controlo dos rapazes desde 4 de Setembro, dia em que os resultados das eleições foram anunciados”.

## Despacho da força de intervenção

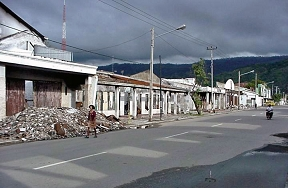
Destruição em Díli em Outubro de 1999

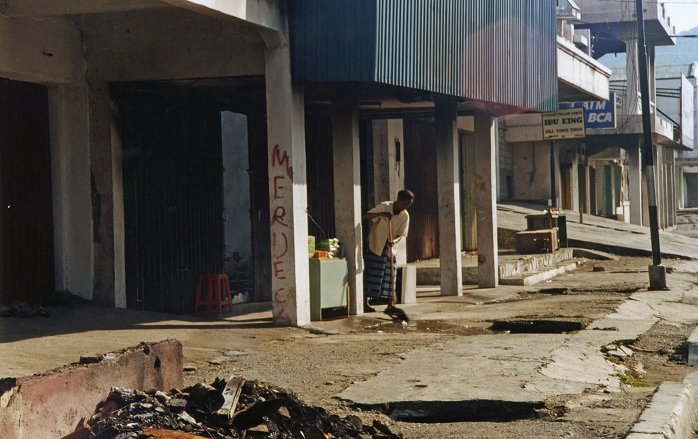
Destruição em Díli em Outubro de 1999

A 6 de Setembro, o Ministro da Defesa indonésio, General Wiranto, declarou uma emergência militar em Timor-Leste. Nessa mesma noite, o Presidente da Indonésia, Habibie, declarou a lei marcial na área através do Decreto Presidencial n.º 107 de 1999. O major-general Kiki Syahnakri foi nomeado administrador e novo comandante territorial em 7 de setembro. Os ataques à população atingiram então o seu ápice.
Taur Matan Ruak, número dois das FALINTIL depois de Gusmão e com os outros guerrilheiros nos campos de concentração, declarou no dia 7 de Setembro que não poderia mais impedir o seu povo de escapar e proteger as suas famílias. Isto teria desencadeado a guerra civil que a liderança militar indonésia queria para impedir a intervenção internacional. Na verdade, de acordo com o acordo, as tropas da ONU deveriam estar estacionadas em Timor-Leste após o referendo, mas o Ministro dos Negócios Estrangeiros da Indonésia, Ali Alatas, recusou-se a concordar com as forças de manutenção da paz no dia 8 de Setembro.
No dia 8 de Setembro, a Ministra do Desenvolvimento, Heidemarie Wieczorek-Zeul (SPD), foi o primeiro membro do governo alemão a apelar ao envio imediato de uma força de manutenção da paz. No dia seguinte, o Ministro dos Negócios Estrangeiros Joschka Fischer (Verdes) declarou que a Indonésia deve agora agir contra o terrorismo em massa ou permitir uma missão de paz. Michael Steiner, porta-voz de política externa do chanceler Gerhard Schröder (SPD), considerou prematuro o envio de uma força de manutenção da paz. A primeira prioridade seria garantir que a Indonésia não ficasse isenta das suas obrigações. As pessoas estavam tão hesitantes como o presidente dos EUA, Bill Clinton, até que o primeiro-ministro australiano, John Howard, tomou a iniciativa. Em resposta ao pedido de Howard por tropas de combate, Clinton explicou que os militares americanos estavam atualmente sob forte pressão, por exemplo no Kosovo, de modo que não foi possível fornecer apoio. Howard e o Ministro dos Negócios Estrangeiros da Austrália, Alexander Downer, criticaram então publicamente os EUA de uma forma sem precedentes. Clinton havia prometido apoio à Austrália em todos os momentos e agora não cumpriria a promessa. A Austrália nunca perdoaria os Estados Unidos se não apoiasse uma missão da ONU. O primeiro-ministro de Portugal, António Guterres, ameaçou Clinton de que retiraria as unidades portuguesas do Kosovo e da NATO. Impediu também a partida de 16 voos militares norte-americanos da base militar dos Açores. Além disso, Guterres também convenceu o primeiro-ministro britânico, Tony Blair, a pressionar Clinton. O secretário-geral da ONU, Kofi Annan, também influenciou Clinton e tentou convencer o presidente de que era do interesse dos EUA apoiar as Nações Unidas. Annan e Clinton já tinham sofrido danos políticos quando não conseguiram impedir o genocídio em Ruanda em 1994. A situação agora o lembrava disso. A Austrália e Portugal não estavam entre os aliados mais importantes dos EUA, mas as conversas telefónicas entre os chefes de governo e o Presidente Clinton provocaram uma mudança, provavelmente também porque os apelos mostraram tão claramente que, no caso de uma recusa americana, Portugal em particular retirar-se-ia da sua aliança com os Estados Unidos em pontos importantes.
Segundo o diplomata-chefe timorense, José Ramos-Horta, o apoio da sociedade civil e dos meios de comunicação social também teve impacto. Membros influentes do Congresso dos EUA, como Nancy Pelosi, Tom Daschle, Dick Gephardt Patrick Kennedy e Ted Kennedy, ficaram do lado de Timor-Leste. Ramos-Horta conseguiu conquistar a sua solidariedade. No caso dos Kennedy, a defesa da Irlanda e da Igreja Católica Romana desempenhou um papel importante. A Conselheira de Segurança Nacional, Sandy Berger, também apoiou a causa, tendo inicialmente alertado contra o envolvimento no assunto e a ofensa à Indonésia. Conseguiu que Clinton declarasse publicamente que a Indonésia deveria permitir a presença de forças de manutenção da paz da ONU. Em 8 de setembro, Clinton garantiu a Howard o apoio dos Estados Unidos, mesmo que apenas político e logístico. Clinton atacou Habibie diretamente, alertando que a economia indonésia estava sob ameaça, enquanto o almirante Dennis C. Blair, comandante das forças dos EUA no Pacífico, ameaçou pessoalmente o general Wiranto durante uma visita a Jacarta. O Banco Mundial e o Fundo Monetário Internacional ameaçaram directamente a sobrevivência económica da Indonésia ao cortarem os pagamentos de ajuda. Na cimeira da APEC de 9 a 12 de Setembro em Auckland, Clinton anunciou que iria suspender as vendas de armas à Indonésia, tal como a União Europeia já tinha feito. Habibie e Alatas não viajaram para a cimeira. A pressão dos EUA quebrou a resistência de Habibie a uma força da ONU. Documentos do Ministério dos Negócios Estrangeiros canadiano relatam que a Austrália também hesitou em assumir a responsabilidade e que apenas o Canadá e a Nova Zelândia conseguiram um avanço na cimeira da APEC, enquanto outros estados no Conselho de Segurança da ONU exerceram pressão para a intervenção.

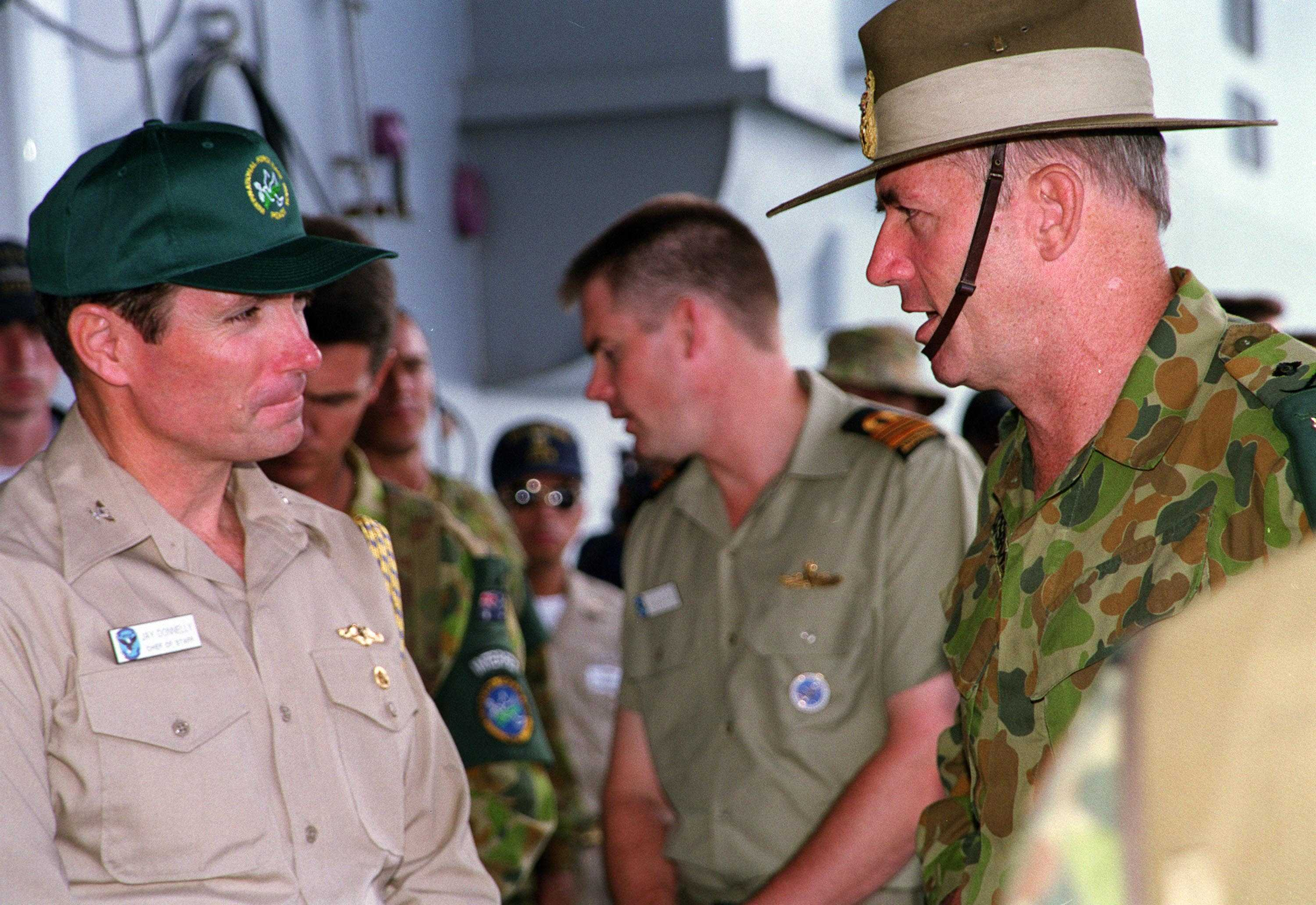
Major General Peter Cosgrove (à direita)

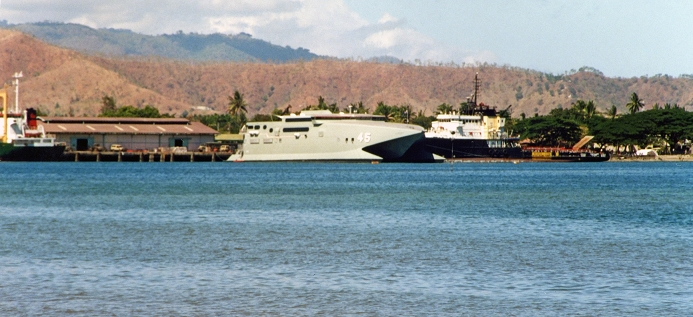
HMAS Jervis Bay em Díli em outubro de 1999

Em 12 de Setembro, Habibie e o seu gabinete concordaram em permitir a entrada de forças de manutenção da paz em Timor-Leste. Ele ainda estava preocupado, temendo combates entre as forças de manutenção da paz e o exército indonésio, tal como o ministro dos Negócios Estrangeiros da Austrália, Alexander Downer. Ele tinha conseguido que os Estados Unidos colocassem tropas americanas de prontidão no caso de o conflito de Timor-Leste terminar numa guerra entre a Indonésia e a Austrália. Em 15 de Setembro, o Conselho de Segurança das Nações Unidas adoptou a Resolução 1264 e mobilizou a força de intervenção internacional liderada pela Austrália, INTERFET, para colocar a situação novamente sob controlo. O major-general australiano Peter Cosgrove estava no comando. Dos primeiros 7.000 homens da INTERFET, 4.500 eram australianos. Dos 11.500 soldados no auge do conflito, cerca de metade eram australianos.
No dia 20 de Setembro, os primeiros 1.500 soldados australianos da INTERFET desembarcaram no Aeroporto de Díli e arredores. Nesta altura, 30.000 soldados indonésios, apoiados pelas milícias, ainda se encontravam em Timor-Leste. Se tivessem resistido, estas unidades australianas teriam sido destruídas, mas a ameaça dos Estados Unidos à Indonésia era clara de que isso teria levado à intervenção dos EUA. Os fuzileiros navais dos EUA já tinham sido trazidos para a costa de Timor para intervir numa emergência. Durante uma visita a Jacarta, o Secretário da Defesa dos EUA, William Cohen, deixou mais uma vez claro a Wiranto e Habibie que qualquer unidade indonésia que atacasse a INTERFET teria de lutar contra as forças americanas.
A inteligência Australiana estava confiante de que a pressão sobre o General Wiranto seria suficiente para parar o disciplinado exército Indonésio depois de Wiranto ter dado ordens claras ao Tenente-General Kiki Syahnakri, o comandante militar provincial em Timor-Leste. A violência havia diminuído uma semana antes da chegada dos australianos. Os poucos oficiais indonésios que se opuseram à ordem foram chamados à razão. Também ajudou o facto de o Ministro dos Negócios Estrangeiros Downer ter adoptado a interpretação indonésia de que os elementos criminosos nas forças armadas eram os únicos responsáveis pelas violações dos direitos humanos em Timor-Leste. Até o Tenente General Syahnakri, que era conhecido por ter estado envolvido no planeamento da estratégia da terra arrasada em Timor-Leste, trabalhou eficazmente com o Major General Cosgrove. Em 27 de Setembro, Syahnakri entregou oficialmente a sua responsabilidade por Timor-Leste a Cosgrove. Dentro de semanas, o exército indonésio retirou-se de Timor Leste. O último soldado indonésio deixou oficialmente Timor-Leste no dia 1 de Novembro.
A INTERFET pacificou Timor Leste, que então ficou sob administração da ONU.

## Desfecho do conflito

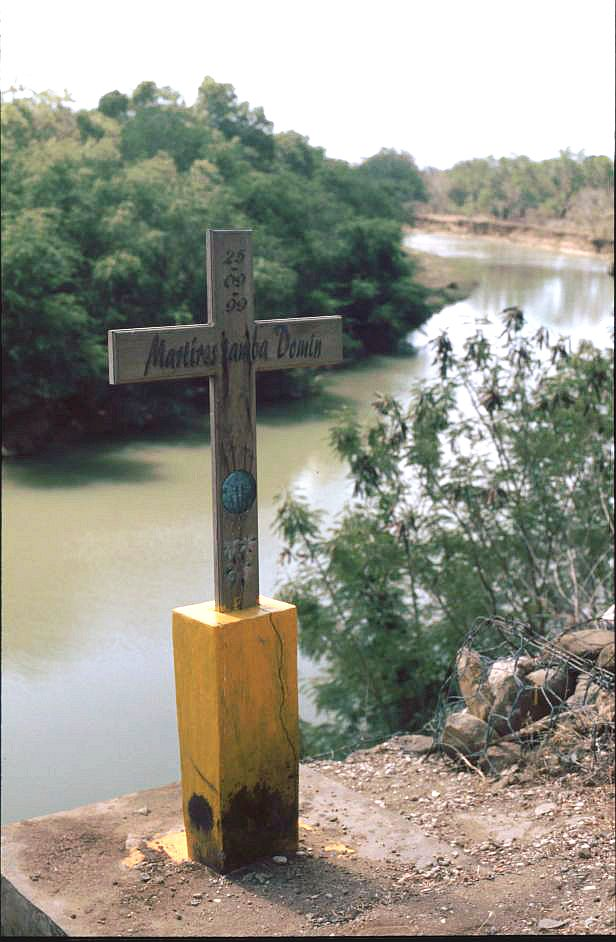
Cruz memorial no rio Malailada para nove vítimas

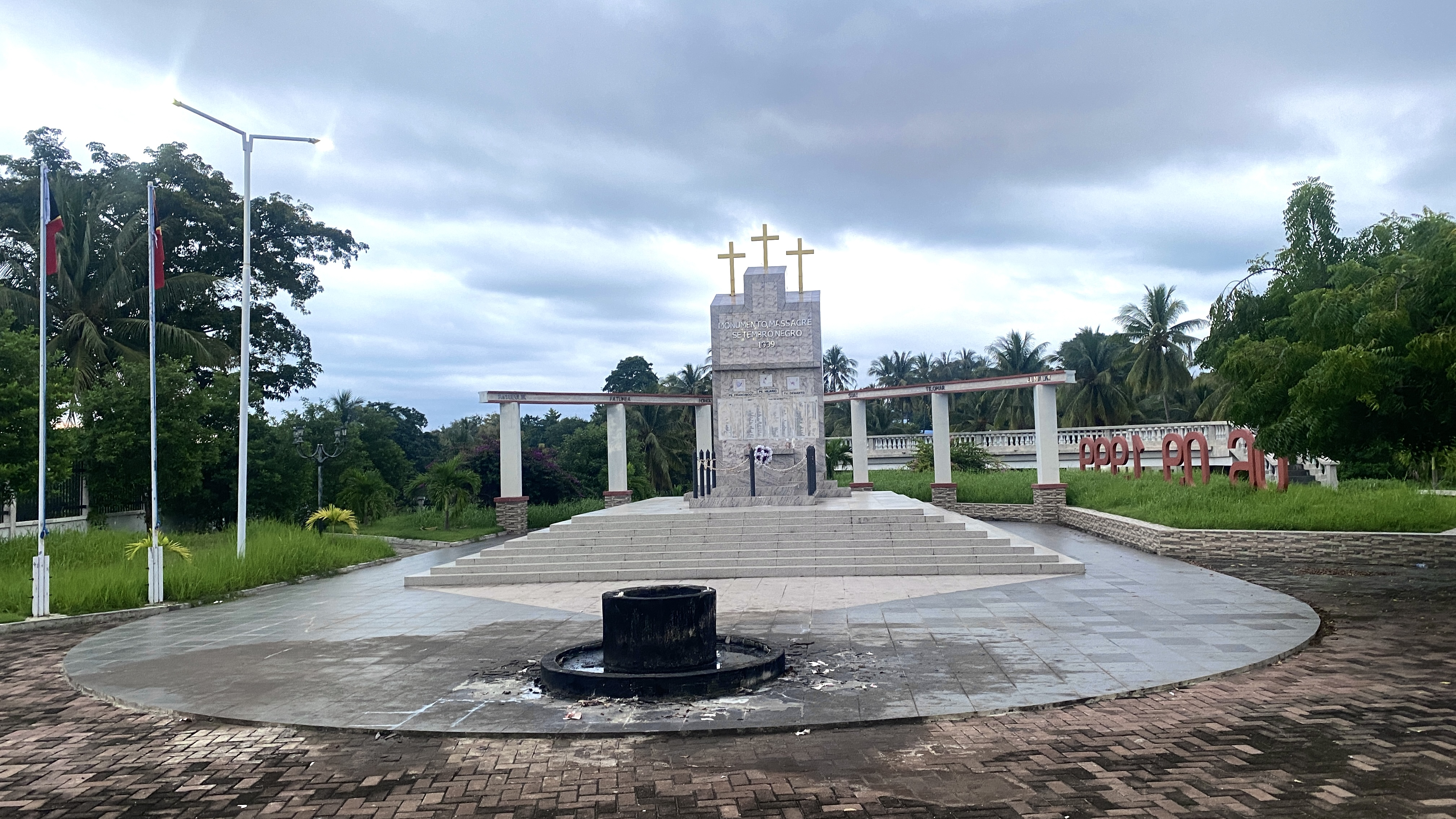
Memorial em memória do Setembro Negro de 1999 em Suai

Após a administração da ONU, Timor Leste conquistou a independência em 2002. Alguns perpetradores violentos foram julgados e condenados à prisão, mas foram perdoados após alguns anos. Outros escaparam à acusação fugindo para a Indonésia.
Em 12 de março de 2003, o Brigadeiro General Noer Muis foi condenado a cinco anos de prisão. Foi comandante das tropas em Timor-Leste no Verão de 1999 e foi considerado culpado de tolerar atrocidades cometidas por milícias pró-Indonésia. Os três anos de prisão a que o General Adam Damiri foi condenado em 5 de Agosto tiveram razões semelhantes. O último governador de Timor, José Abílio Osório Soares, foi condenado a três anos de prisão. O Tribunal Superior de Jacarta confirmou o veredicto de culpa do Tribunal de Direitos Humanos em 12 de abril de 2004. Depois de apenas quatro meses de prisão, o recurso final contra o veredicto foi bem sucedido e Soares foi libertado. A razão para a anulação do veredicto foi que Timor-Leste estava sob administração militar na altura e, portanto, o governador civil não poderia ser responsabilizado pelos crimes. No total, o tribunal julgou 18 réus. Foi criticado por organizações de direitos humanos pelas sentenças relativamente brandas e pelas doze absolvições. Mais recentemente, o veredicto contra o chefe da milícia Aitarak, Eurico Guterres, foi anulado em 2008. Ele não é responsável por todas as ações da sua milícia.
No interesse de boas relações com vizinhança, o governo timorense está a seguir o caminho do perdão e, como alternativa ao processo criminal, fundou a Comissão para a Verdade e Amizade (CVA) juntamente com a Indonésia, com base no modelo sul-africano. Ela deveria lidar com os crimes de 1999. Independentemente da CVA, o Secretário-Geral da ONU, Kofi Annan, fundou uma comissão internacional independente de peritos em Fevereiro de 2005, a Comissão de Recepção, Verdade e Reconciliação, que apresentou o seu relatório final em 2005.

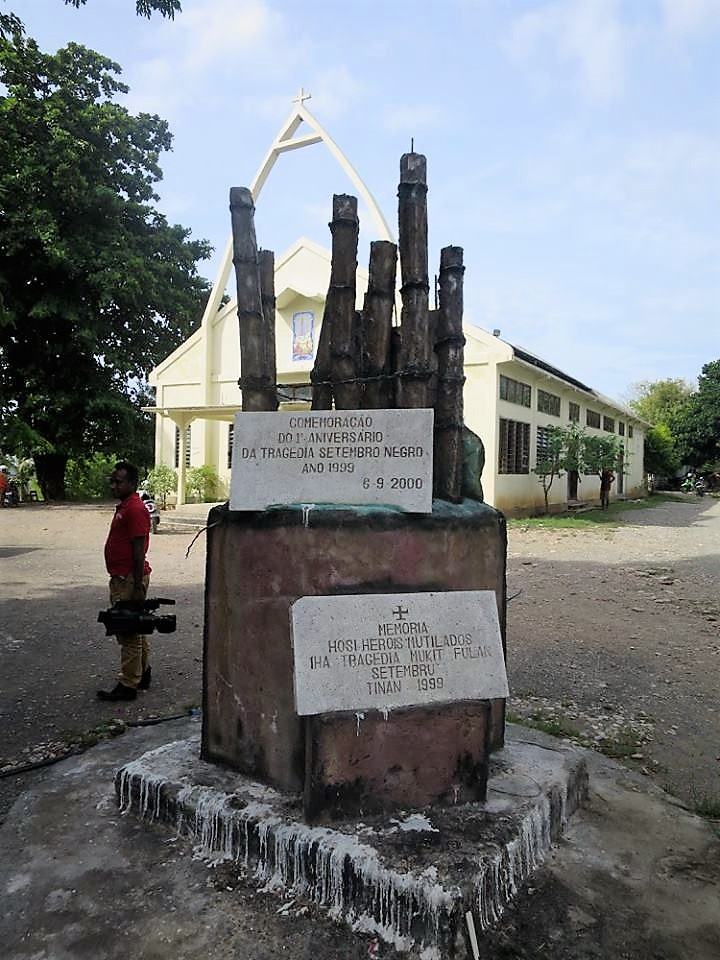
Memorial do Massacre da Igreja de Suai

O relatório final da CVA concluiu que o governo, os militares e a polícia da Indonésia foram "gravemente cúmplices nas graves violações dos direitos humanos" dos distúrbios de 1999. A antiga potência ocupante “financiou e equipou as milícias”. Os soldados indonésios são acusados no relatório de terem desempenhado “papéis de liderança nos massacres”. A polícia é acusada de “conluir com a violência” em vez de a prevenir. Esta violência “não foi aleatória, arbitrária ou espontânea”, mas foi uma “campanha organizada de violência”. Aqui o relatório contradiz a anterior representação indonésia. Numa escala menor, os grupos independentistas também são responsabilizados por violações dos direitos humanos, como a privação de liberdade. O relatório final foi adoptado por unanimidade pela CVA e aceite pelos governos de ambos os países. O presidente indonésio, Susilo Bambang Yudhoyono, declarou o seu “arrependimento pelos erros” cometidos em 1999. O Primeiro-Ministro de Timor-Leste, Xanana Gusmão, disse estar satisfeito com o pedido de desculpas. A ONU, as organizações de direitos humanos, as igrejas e muitos residentes de Timor-Leste estão insatisfeitos com a forma como a violência tem sido tratada e continuam a apelar a que os perpetradores sejam processados.
De acordo com a investigação, um total de cerca de 183.000 pessoas morreram em resultado de toda a ocupação indonésia de Timor-Leste, de 1975 a 1999, da resultante guerra de guerrilha e de medidas punitivas.
| Acusados de crimes contra a humanidade                                                                        | Acusados de crimes contra a humanidade         | Acusados de crimes contra a humanidade                                                    | Acusados de crimes contra a humanidade | Acusados de crimes contra a humanidade                   | Acusados de crimes contra a humanidade                               |
| Listado pela Comissão Indonésia de Inquérito sobre as Violações dos Direitos Humanos em Timor-Leste (KPP-HAM) | Listado por Geoffrey Robinson em nome do ACNUR | Acusados no Tribunal de Direitos Humanos de Jacarta (Tribunal Ad Hoc de Direitos Humanos) | Acusados no Tribunal de Direitos Humanos de Jacarta (Tribunal Ad Hoc de Direitos Humanos) | Acusado nos Painéis Especiais para Crimes Graves em Díli | Acusado nos Painéis Especiais para Crimes Graves em Díli             |
| --- | ---------------------------------------------- | ----------------------------------------------------------------------------------------- | --- | -------------------------------------------------------- | -------------------------------------------------------------------- |
| General Wiranto                                                                                               | General Wiranto                                | Maj. Gen Adam Damiri                                                                      | Condenado a três anos de prisão em 2003. Absolvido pelo Supremo Tribunal | General Wiranto                                          | Sem julgamento porque foi arguido na Indonésia                       |
| Maj. Gen Adam Damiri                                                                                          | Maj. Gen Adam Damiri                           | Col. (Inf) FX Tono Suratman                                                               | Absolvido | Maj. Gen Adam Damiri                                     | Sem julgamento porque foi arguido na Indonésia                       |
| Maj. Gen Zacky Anwar Makarim                                                                                  | Maj. Gen Zacky Anwar Makarim                   | Col. (Inf) Noer Muis                                                                      | Condenado a cinco anos de prisão em 2003. Absolvido pelo Supremo Tribunal | Maj. Gen Zacky Anwar Makarim                             | Sem julgamento porque foi arguido na Indonésia                       |
| Maj. Gen H R. Garnadi                                                                                         | Maj. Gen Kiki Syahnakri                        | Col. (Pol) Timbul Silaen                                                                  | Absolvido | Maj. Gen Kiki Syahnakri                                  | Sem julgamento porque foi arguido na Indonésia                       |
| Lt. Gen Johny Lumintang                                                                                       | Maj. Gen Endriartono Sutarto                   | Col. Herman Sedyono                                                                       | Absolvido | Col. (Inf) FX Tono Suratman                              | Sem julgamento porque foi arguido na Indonésia                       |
| Col. (Inf) FX Tono Suratman                                                                                   | Maj. Gen Sjafrie Sjamsoeddin                   | Lt. Col (Inf) Yayat Sudrajad                                                              | Absolvido | Col. (Inf) Noer Muis                                     | Sem julgamento porque foi arguido na Indonésia                       |
| Col. (Inf) Noer Muis                                                                                          | Maj. Gen Tyasno Sudarto                        | Lt. Col Liliek Koeshadianto                                                               | Condenado a cinco anos de prisão em 2003. Absolvido pelo Supremo Tribunal | Lt. Col. (Inf) Yayat Sudrajad                            | Sem julgamento porque foi arguido na Indonésia                       |
| Col. (Pol) Timbul Silaen                                                                                      | Maj. Gen Syahrir                               | Lt. Col Asep Kuswani                                                                      | Absolvido | Abilio Soares                                            | Sem julgamento porque foi arguido na Indonésia                       |
| Col. (Inf) Herman Sedyono                                                                                     | Brig. Gen Arifuddin                            | Lt. Col Endar Priyanto                                                                    | Absolvido | Col. Herman Sedyono                                      | Sem julgamento porque foi arguido na Indonésia                       |
| Lt. Col (Inf) Yayat Sudrajad                                                                                  | Brig. Gen Mahidin Simbolon                     | Lt. Col Soejarwo                                                                          | Condenado a cinco anos de prisão em 2003. Absolvido pelo Supremo Tribunal | Lt. Col. (Inf) Ahmad Masagus                             | Sem julgamento porque foi arguido na Indonésia                       |
| Lt. Col Burhanudin Siagian                                                                                    | Gen. Subagyo Hadisiswoyo                       | Lt. Col (Pol) Adios Salova                                                                | Absolvido | Lt. Col. Lilik Kushadiyanto                              | Sem julgamento porque foi arguido na Indonésia                       |
| Lt. Col (Inf) Sudrajat A.S.                                                                                   | Lt. Gen Sugiono                                | Lt. Col (Pol) Hulman Gultom                                                               | Condenado a três anos de prisão em 2003. Absolvido pelo Supremo Tribunal | Lt. Col. (Pol) Gatot Subiaktoro                          | Sem julgamento porque foi arguido na Indonésia                       |
| Lt. Col (Inf) Jacob Joko Sarosa                                                                               | Lt. Gen Djamari Chaniago                       | Lt. Col (Pol) Gatot Subiaktoro                                                            | Absolvido | Capt. Ahmad Sjamsoeddin                                  | Sem julgamento porque foi arguido na Indonésia                       |
| Lt. Col (Inf) Asep Kuswandi                                                                                   | Col. (Inf) FX Tono Suratman                    | Ahmad Syamsudin                                                                           | Absolvido | Lt. Sugito                                               | Sem julgamento porque foi arguido na Indonésia                       |
| Lt. Col (Inf) Ahmad Masagus                                                                                   | Col. (Inf) Noer Muis                           | Lt. Sugito                                                                                | Absolvido | Lt. Widodo                                               | Sem julgamento porque foi arguido na Indonésia                       |
| Maj. (Inf) Yakraman Y Agus                                                                                    | Col. Mudjiono                                  | Eurico Guterres                                                                           | Condenado a dez anos de prisão em 2002. Pena reduzida para cinco anos no Tribunal de Recurso em 2004. Confirmação da pena de prisão de dez anos pelo Tribunal Superior de Jacarta em 2006. Início do cumprimento da pena em 2006. Absolvido 2008 pelo Supremo Tribunal | Lt. Ari (Commandante Ari)                                | Sem julgamento porque foi arguido na Indonésia                       |
| Capt. (Inf) Tatang                                                                                            | Col. Sunarko                                   | Abilio Soares                                                                             | Condenado a três anos de prisão em 2003. Veredicto de 2004 confirmado pelo Supremo Tribunal. Depois de contestar o veredicto, foi absolvido após quatro meses de prisão                                                                                                | Sgt. Major Harun Tateny                                  | Sem julgamento porque foi arguido na Indonésia                       |
| Abilio Soares                                                                                                 | Lt. Col (Inf) Yayat Sudrajad                   | Leonito Martins                                                                           | Absolvido | Sgt. Major Supoyo (Pak Poyou)                            | Sem julgamento porque foi arguido na Indonésia                       |
| Domingos Soares                                                                                               |                                                | Olivio Mendonça Moruk                                                                     | Assassinado antes do início do julgamento | Simão Nahak                                              | Sem julgamento porque foi arguido na Indonésia                       |
| Guilherme dos Santos                                                                                          |                                                |                                                                                           | | Raul Halek                                               | Sem julgamento porque foi arguido na Indonésia                       |
| Edmundo de Conceição Silva                                                                                    |                                                |                                                                                           | | Americo Seran                                            | Sem julgamento porque foi arguido na Indonésia                       |
| Suprapto Tarman                                                                                               |                                                |                                                                                           | | Julio Borges                                             | Sem julgamento porque foi arguido na Indonésia                       |
| |                                                |                                                                                           | | Leonito Cardoso                                          | Sem julgamento porque foi arguido na Indonésia                       |
| |                                                |                                                                                           | | Anito Lau                                                | Sem julgamento porque foi arguido na Indonésia                       |
| |                                                |                                                                                           | | Egidio Manek                                             | Sem julgamento porque foi arguido na Indonésia                       |
| |                                                |                                                                                           | | Maternus Bere                                            | Foi preso em 2009 em Timor-Leste e depois deportado para a Indonésia |
| |                                                |                                                                                           | | Pedro Teles                                              | Sem julgamento porque foi arguido na Indonésia                       |
| |                                                |                                                                                           | | Henrikus Mali                                            | Sem julgamento porque foi arguido na Indonésia                       |
| |                                                |                                                                                           | | Cosmas Amaral                                            | Sem julgamento porque foi arguido na Indonésia                       |
| |                                                |                                                                                           | | Alipio Gusmão (Alipio Mau)                               | Sem julgamento porque foi arguido na Indonésia                       |
| |                                                |                                                                                           | | Baltazar da Costa Nunes                                  | Sem julgamento porque foi arguido na Indonésia                       |
| |                                                |                                                                                           | | Domingos Mali (Bete Aloi)                                | Sem julgamento porque foi arguido na Indonésia                       |
| |                                                |                                                                                           | | Illidio Gusmão                                           | Sem julgamento porque foi arguido na Indonésia                       |
| |                                                |                                                                                           | | Joaquim Berek (Berek Bot)                                | Sem julgamento porque foi arguido na Indonésia                       |
| |                                                |                                                                                           | | Olivio Tatoo Bau                                         | Sem julgamento porque foi arguido na Indonésia                       |
| |                                                |                                                                                           | | Gabriel Nahak                                            | Sem julgamento porque foi arguido na Indonésia                       |
| |                                                |                                                                                           | | Americo Mali                                             | Sem julgamento porque foi arguido na Indonésia                       |
| |                                                |                                                                                           | | Zito da Silva (Zito Saek)                                | Sem julgamento porque foi arguido na Indonésia                       |